# Ramphastos

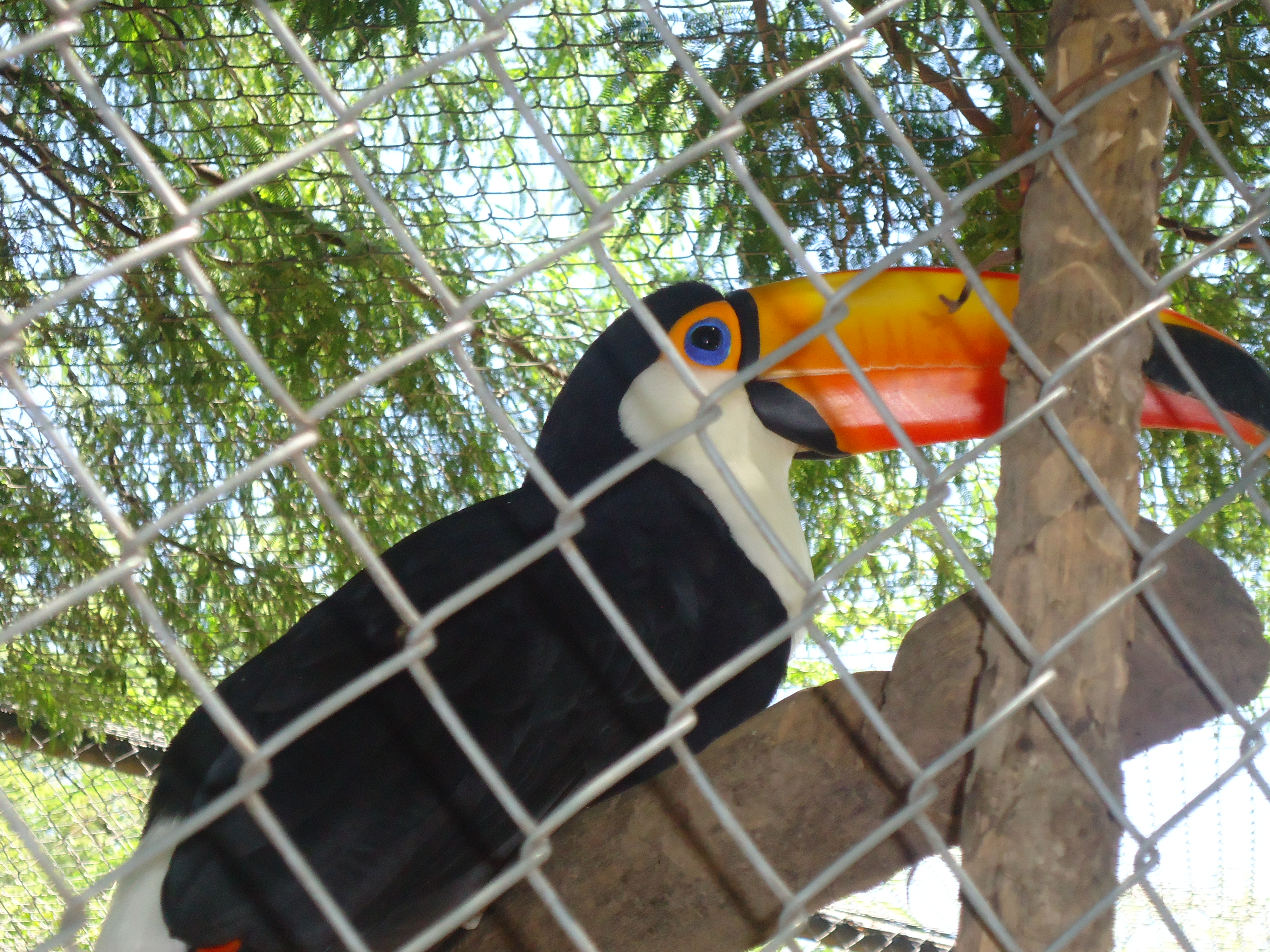
Tucán en un refugio de animales

Ramphastos es un género de aves de la familia de los tucanes (Ramphastidae) que incluye a varias especies nativas de Sudamérica y Centroamérica. Se caracterizan por sus enormes y voluminosos picos de vivos colores, que a pesar de su tamaño son muy livianos con un pico afilado que les permiten alimentarse de frutas, insectos, pequeños vertebrados y huevos.

## Especies
- Tucán de Cuvier (Ramphastos cuvieri)
- Tucán de pico multicolor/tucán piquiverde (Ramphastos sulfuratus)
- Tucán del Chocó (Ramphastos brevis)
- Tucán de pico acanalado/tucán picoacanalado (Ramphastos vitellinus)
- Tucán colorado/tucán bicolor (Ramphastos dicolorus)
- Tucán de pico castaño/tucán de Swainson (Ramphastos swainsonii)
- Tucán de pico negro/tucán pechigualdo (Ramphastos ambiguus)
- Tucán de garganta blanca/tucán pechiblanco (Ramphastos tucanus)
- Tucán toco (Ramphastos toco)